# Jesper Nyeland Andersen
Jesper Nyeland Andersen (født 1. september 1974) er en mandlig dansk pornoskuespiller med kunstnernavnet "Robin"
Han startede sin karriere i 2001 og er den af de danske mandlige pornomodeller, som har medvirket i flest pornofilm. Derudover er han den eneste dansker, der nogensinde har arbejdet for Playboy.
Igennem karrieren er det blevet til omkring 2500 scener i både Danmark og udlandet.
Udover at medvirke i pornofilm, har karrieren også budt på billeder til diverse erotiske og pornografiske blade samt live sex shows.
Robin har arbejdet for et hav af både danske og udenlandske producenter og selskaber, her iblandt: 
- Mike Beck (SE)
- Seventeen (NL)
- Frank Thring (UK)
- Lizeth Strange (DK)
- Nikki Dane Productions (DK)
- Playboy (USA)
- Cats (NO)
- Ingrid Swede (SE)
- Rapport (DK)
- BN Agentur (DK)
- Krister Frankell (SE)
- Swedish Erotica (SE)
- Elvira Friis (DK)

Jesper Nyeland Andersen var desuden deltager i Robinson Ekspeditionen 2009, hvor han til manges ærgrelse blev smidt ud grundet sygdom. 
En del journalister mente dog, at han slet ikke burde have været smidt ud, men at han blev ofret af produktionsselskabet for at trække overskrifter.[kilde mangler]
Derudover har han også medvirket i den dansk-producerede biograffilm "Daisy Diamond", den danske tv-serie "Anna Pihl"